# Zagaje Książnickie
Zagaje Książnickie – wieś w Polsce, położona w województwie małopolskim, w powiecie proszowickim, w gminie Koszyce.
| SIMC    | Nazwa   | Rodzaj    |
| ------- | ------- | --------- |
| 0245084 | Kwandra | część wsi |
| 0245090 | Radłów  | część wsi |

W latach 1975–1998 wieś administracyjnie należała do województwa kieleckiego.